# Eusebio Grados
Eusebio Grados Robles (Yarusyacán, Pasco, 2 de diciembre de 1953-Lima, 16 de mayo de 2020), más conocido como «el Chato» Grados, fue un popular cantante de música andina de Perú, principalmente de huaylarsh.

## Biografía

### Inicios
Eusebio Chato Grados fue el segundo de los siete hijos del matrimonio del minero y músico Mateo Grados Tiza y Marina Robles Cabello, campesina y cantante aficionada. Durante su infancia siguió los pasos de su padre y trabajo en las minas de su Pasco natal, a la vez que empezaba su carrera artística entreteniendo a los trabajadores durante los descansos y las huelgas. Aprendió el zapateo huanca bajo la tutela del huancaíno Rolando Navarro Vivas. También fue futbolista. Por su afición a la música y al huayno sufrió acoso escolar.
Fue descubierto por Carmen Pizarro Rojas «Cori Wayta», hija del folklorista Luis Pizarro Cerrón, por lo que viajó a Lima con la caravana de artistas de la compañía dirigida por Pizarro a finales de la década de 1960, con el propósito de hacerse un hueco en el mundo de la música folklórica. Debido a complicaciones familiares tuvo que regresar a Atacocha. Pocos años después volvió a la capital del Perú tras una gira por el departamento de Pasco, y ganó un concurso musical en 1987 organizado por el canal 7 con la muliza «Una patria sin pobres» de Bernardo Melgar, por el cual obtuvo el premio Urpicha de Oro.

### «El pío pío»
Su canción más conocida fue el huaylarsh «Pío pío». Fue escrita en 1988 tras escuchar una melodía compuesta por Luis Anglas durante el Carnaval Huancaíno de Chongos Bajo que le recordaba el piar de los pollitos.
A partir de este éxito fue ampliamente conocido. En 1998 fue conductor de los programas El Mañanero Andino y Chatoneando de la cadena ATV. También fue director, desde 1990, de una escuela de canto popular. Asimismo, dirigió al grupo de música folklórica Las chicas mañaneras y la orquesta Los super mañaneros.
En el 2000 incursionó brevemente en la política, presentándonse por el partido Unión por el Perú.
Fue uno de los principales impulsores de la celebración del Día de la música andina que fue reconocido el 15 de junio del 2006 por el gobierno de Alejandro Toledo. Realizó presentaciones en comunidades peruanas en Estados Unidos y Canadá.
En 2008 publicó su autobiografía El rey del Pio Pio y los personajes que marcaron su vida.

### Enfermedad y fallecimiento
En junio de 2017 fue diagnosticado con cáncer de médula ósea. También tenía insuficiencia renal. Debido a complicaciones de su enfermedad falleció el 16 de mayo de 2020 a los 66 años debido a un paro cardíaco en el Hospital Guillermo Almenara de Lima.
Los restos del Chato Grados, fueron enterrados en el cementerio El Ángel, en Barrios Altos. Debido a la pandemia de COVID-19, no se realizó ningún homenaje al cantante vernacular.

## Premios y reconocimientos
Recibió diversos reconocimientos por su carrera artística, entre los que destacan el título de Patrimonio Cultural Vivo otorgado en 2005 por el Instituto Nacional de Cultura y el nombramiento en 2013 como Personalidad Meritoria de la Cultura por el Ministerio de Cultura y un diploma en mérito a su trayectoria artística por el Congreso de la República. En 2016 fue reconocido como Ciudadano de Oro por la Corte Superior de Justicia de Lima, y al año siguiente el Gobierno Regional de Junín le nombró Hijo Predilecto y Embajador de la Marca Junín.
También fue galardonado con la estatuilla El Picaflor del Sindicato de Trabajadores Artistas Folcloristas del Perú “SITAFP-PERU” y la Medalla de Lima de la Municipalidad Metropolitana de Lima recibida el 28 de noviembre de 2010 por sus bodas de rubí.
Su tema «Pío pío» ha sido reconocido por APDAYC como Joya Musical y premiado con el trofeo Zafiro Musical.